# 25383 Lindacker
25383 Lindacker este o planetă minoră (asteroid) din centura de asteroizi. A fost descoperită pe 18 octombrie 1999 la Observatorul Kleť de Observatorul Kleť. 
Obiectul prezintă o orbită caracterizată de o semiaxă mare de 2,4317015 UAi, o excentricitate de 0,13, o înclinație de 3,42057 ° în raport cu ecliptica.